# Revista Sociedade Militar
Revista Sociedade Militar é um portal de notícias especializado em Forças Armadas, pessoal militar, inteligência e segurança pública.
Além de tocar em temas como estratégia, armamento e equipamentos militares, o portal tem seu foco principal em questões relacionadas ao pessoal das Forças Armadas e Forças Auxiliares. Seguido nas redes sociais por políticos, jornalistas proeminentes e portais governamentais, como o Superior Tribunal Militar, o portal é considerada como um dos principais geradores de conteúdo no nicho militares e segurança pública.
Informações publicadas pela Revista Sociedade Militar têm servido de base para artigos em sites das Forças Armadas, veículos de longa tradição, como Folha de S.Paulo e Correio Braziliense e para propostas legislativas ligadas ao pessoal militar das Forças Armadas Brasileiras e forças auxiliares.
O portal foi criado em 2011 e desde então, segundo informações do Google Analytics, já alcançou mais de 40 milhões de visualizações. Segundo o site SimilarWeb a revista online tem média de 600 mil visualizações mensais.

## Citações importantes
- Ordem desunida: militares e política no governo Bolsonaro, Livro publicado pela Fundação Perseu Abramo e de autoria de João Roberto Martins Filho, que narra conflitos do governo Bolsonaro envolvendo os militares, fala sobre a reclamação dos graduados no que diz respeito às mudanças impostas pela reestruturação.
- Revista Discentes de História: Desmascarando a Farsa da Conciliação: Figueiredo e a Anistia de 1979 nas Páginas da Imprensa. (Cavalcante, J. (2021). Desmascarando a Farsa da Conciliação: Figueiredo e a Anistia de 1979 nas Páginas da Imprensa. Revista Hydra: Revista Discente De História Da UNIFESP)
- Revista Piauí: Artigo "Quero ver Bolsonaro se eleger só com voto de general". Jornalista Fábio Victor.
- Editora Universidade de São Paulo. livro Militares e militância: Uma relação dialeticamente conflituosa – 2ª edição revista e ampliada, do sociólogo Paulo Ribeiro da Cunha. https://editoraunesp.com.br/blog/revista-sociedade-militar-traz-livro-de-paulo-ribeiro-da-cunha